# Елмет
Елмет — кельтська держава на території історичного графства Йоркшир (Велика Британія), що утворилася у 2-й половині V століття. Тривалий час вела війни проти королівства Дейра. Зрештою підкорена Нортумбрією.

## Історія

### Заснування
Держави бритів зазнавали загальної тенденції розпаду великих володінь. Близько 460 року Гураст, король Регеда, надав своєму синові Масгвіду володіння, де було утворено державу Елмет. Протягом V—VI ст. вона вела війни з сусідами, а також піктами, що вдиралися до цих земель. Також королі Елмету боролися з переселенцями-англами.

### Боротьба з англами
У 590 році правителі Елмету приєдналися до спілки королів держав Північної Британії для боротьби проти англів. Під час цієї війни загинув правитель Елмету Гваллог ап Лленног. Для захисту від англів жителі держави вирили кілька оборонних ровів на північ і схід від Баруіка, головної фортеці королівства.
У 616 році король Керетіг зазнав поразки від Едвіна, короля Нортумбрії. Елмет припинив існувати як незалежна держава. У наступні роки його територія стала ареною боротьби між Нортумбрією, Мерсією і Гвінедом.

## Королі
- Масгвід Кульгавий, 460—496 роки
- Лленног ап Масгвід, 496—540 роки
- Артуіс ап Масгвід, 540—560 роки
- Гваллог ап Лленног, 560—590 роки
- Керетіг, 590—616 роки

## Географія
Розташовувалося на території сучасних графств Західний і Південний Йоркшир та частини Дербіширу. З півдня природним кордоном слугувала річка Шиф, а на сході — річка Уорф. На півночі і сході Елмет межував з королівствами Дейра і Мерсія.

## Населення
Мешканці Елмету були нащадками коританів та паризіїв. З утворенням держав англів вони зазнали переслідування та асиміляції. Війна на території Елмету між Нортумбрією, Гвінедом і Мерсією завдала демографічного удару. Вцілілі мешканці підтримали Кадваллона, короля Гвінеду, коли той вдерся до Нортумбрії в 633 році. Згодом вони змішалися з англосаксами, але пам'ять про Елмет збереглася в деяких географічних назвах Йоркширу — Барвік-ін-Елмет та Шербурн-ін-Елмет.